# Taminango
Taminango es un municipio colombiano ubicado en el norte del departamento de Nariño entre las confluencias de los ríos Mayo y Juanambú con el Río Patía. Se sitúa a 119 kilómetros al norte de San Juan de Pasto, la capital del departamento. Limita por el norte con el municipio de Mercaderes (Departamento del Cauca), y El Rosario, por el sur con Chachagüí y El Tambo, por el este con San Lorenzo y por el oeste con El Peñol, Policarpa y El Rosario. 
A mediados de la década del 1970, se inserta en la economía departamental y nacional con la apertura de la vía Panamericana que pasa por su territorio.

## Toponimia
El municipio fue erigido en 1886. Su fundación se atribuye a Joaquín López y sus hijos, quienes en 1700 compraron la hacienda de Taminango, pero solo en 1886 adquiere su perfil municipal, mediante ordenanza 04 del 19 de enero de 1886, históricamente es una cultura precolombina, de filiación idiomática quillacingas; solo hasta el siglo XVI, aparece registrado como Taminango.

## Geografía
Su altura sobre el nivel del mar es de 1500 metros, la temperatura media de 20 grados centígrados, la precipitación media anual de 844 milímetros y el área municipal es de 245 kilómetros cuadrados. La mayor parte de este territorio es montañoso y se destacan como uno de los principales accidentes orográficos el Cerro Curiquingue. Sus tierras se distribuyen en los pisos térmicos cálidos y templados. Carece de páramos y alta montaña, lo que es una limitante para la provisión de agua. Los ríos Juanambú, Mayo y Patía lo limitan y labran en su territorio cañones profundos.
La extensión es de 284 kilómetros cuadrados, de los cuales 100 corresponden al piso climático Cálido (35%) y 184 al clima medio (65%). 

## División Político-Administrativa
Además de su Cabecera municipal. Taminango tiene bajo su jurisdicción los siguientes Centros poblados:
- Alto de Diego
- Charguayaco
- Curiaco
- El Diviso
- El Manzano
- El Remolino
- El Tablón
- Guayacanal
- Granada
- Panoya
- Páramo
- San Isidro
- Viento Libre

## Historia
El territorio del actual municipio de Taminango, según los estudios de los historiadores regionales, estuvo habitado en la época prehispánica por indígenas pertenecientes al grupo de los Quillacingas, Paquinagos y Sindaguas, por lo cual la variedad étnica fue notoria a la llegada de los españoles en el siglo XVI.
En el siglo XVIII el territorio del municipio se consolida como hacienda, según los lineamientos del Gobierno colonial español, asignada a Pedro de Adrada, que comprendía lugares como Majuando, Manzano, Achapungo Palo Bobo, Guambuyaco, que actualmente son veredas del municipio.
En 1704 aparece el pueblo de San Juan Bautista de Taminango organizado como entidad urbana, y en 1834 se organiza como distrito parroquial, en cuyos archivos se encuentran registrados bautizos de las familias Adrada, Díaz, Guzmán, Burbano, David y Tapia, entre otros. 
Históricamente Taminango en la época de la Colonia fue centro de recolección de diezmos del territorio circunvecino, para atender al clero que prestaba atención espiritual a los pobladores, situación que fue cambiando de acuerdo a las nuevas estructuras religiosas, políticas y económicas.
En 1886 se crea el municipio, mediante Ordenanza n.º 4 de enero 19, expedida por la Corporación Municipal de Pasto, segregándose su territorio del Municipio de San Lorenzo, con los límites que hasta la actualidad se conocen y que en aquella época pertenecieron al Gran Cauca y desde 1904 al departamento de Nariño. 

## Economía
Su economía se basa en actividades como la agricultura, ganadería y, en alguna proporción, la minería. Cultivan productos como maíz (445 Ha), tomate de mesa (290 Ha), fríjol (200 Ha), cebolla cabezona (130 Ha), café (1200 Ha), lulo (20 Ha).

## Hidroeléctrica Patía Uno
La ejecución del proyecto 'Aprovechamiento Hidroeléctrico Patía', aspiración de hace 40 años, beneficiará a los municipios cercanos a los límites de los departamentos entre Nariño y Cauca: en la producción eléctrica, el servicio turístico regional,  el empleo de mano de obra (estimado en cuatro mil puestos de trabajo), el transporte, hotelería y comercio en general.
La mega obra se realizará en cuatro fases, que generará cada una 250 megavatios, e inundará la zona que servirá como potencial turístico y de recreación; estará alimentada por los ríos Patía, Juanambú y Mayo, en un área de 16 km de largo por 3 km de ancho. Esta zona inundable está deshabitada, y los pocos habitantes se dedican a la pesca y a la extracción de oro aluvial. Las obras se proyectarán así: una cerca de Mercaderes y otras en Policarpa, Cumbitara, Los Andes, Sotomayor, El Rosario, El Peñol y Taminango.
En el corregimiento de Puerto Remolino, municipio de Taminango, se realizará un embalse de 6 km de largo por 2 km de ancho; y las turbinas se situarán a 482 m s. n. m.;  a 3 km del río Juanambú, a un lado de El Tablón y El Peñol, y a 3 km de la carretera Panamericana.
El municipio más beneficiado es Taminango, por tener en Puerto Remolino su sector turístico y de recreación; a la fecha aporta al presupuesto del municipio el 65% del impuesto predial y el 98% de la sobretasa a la gasolina, a más de las regalías que recibiría del proyecto. Sus habitantes en época de verano sufren las consecuencias del clima y la sequía de la región; con el proyecto más de 10 mil personas cambiarían su vocación agrícola, y se beneficiaría la ganadería porque se puede implementar programas de riego.
En la actualidad se buscarán las licencias ambientales y solo en 7 años (2021) se iniciarán las obras, cuyo costo en la primera fase será de 6 billones de pesos, y producirá energía para Nariño, Cauca y norte del Ecuador.